# 스체판 데베리치
스체판 데베리치(크로아티아어: Stjepan Deverić, 1961년 8월 20일, SR 크로아티아 벨리카 고리차 ~)는 크로아티아의 전직 프로 축구 선수이자 감독이다.

## 클럽 경력
데베리치는 1979년에 유고슬라비아 1부 리그의 디나모 자그레브에서 1군 신고식을 치렀다. 그는 1984년까지 자그레브에서 345번의 경기에 출전해 158번 득점하는 등 맹활약하다가 크로아티아의 경쟁 구단인 하이두크 스플리트에서 1984년부터 1987년까지 활동하며 114번의 경기에서 42골을 기록했다. 이후, 그는 디나모 자그레브로 복귀했다.((1987–1990) 크로아티아의 독립 후, 그는 해외로 발을 돌려 오스트리아의 슈투름 그라츠(1991–1992)와 레브링(1993–1994)에서 말년을 보냈다.

## 국가대표팀 경력
데베리치는 국제 무대에서 1982년 월드컵에 유고슬라비아를 대표로 참가했지만, 1경기도 출전하지 못했다. 그는 동메달을 목에 건 1984년 하계 올림픽의 동메달 주역이기도 했고, 유로 1984에도 유고슬라비아 선수단 일원으로 참가했다. 그는 유고슬라비아 국가대표팀 경기에 총 6번 출전했다. 데베리치는 1984년 하계 올림픽에서 5번 골을 넣어 보리슬라브 츠베트코비치와 함께 공동 최다 득점자로 이름을 올렸다.

## 감독 경력
데베리치는 지도자로도 활동했다. 그는 앞서 자고레츠 크라피나, 세게스타, 마르소니아, 즈린스키 모스타르, 벨라리차 페트리치, 그리고 히트레츠-카시안(디나모 자그레브의 유소년 축구 훈련 기관) 감독을 역임했다. 그는 티토그라드에서 이고르 파미치 감독을 보좌하기도 했고, 2021년 3월에 하부 리그의 롬니차 감독이 되었다.

## 수상
디나모 자그레브
- 유고슬라비아 1부 리그: 1981–82
- 유고슬라비아 컵: 1979–80, 1982–83

하이두크 스플리트
- 유고슬라비아 컵: 1986–87

유고슬라비아
- 하계 올림픽 동메달: 1984